# Волков, Гавриил Моисеевич
Гавриил Моисеевич Волков (6 апреля 1920, с. Владимировка, Черлакский район, Омская область, РСФСР — 12 марта 2016) — советский организатор органов государственной безопасности, председатель КГБ Молдавской ССР (1979—1989), генерал-лейтенант.

## Биография
Член ВКП(б) с 1945 г. Окончил Высшую школу КГБ при Совете Министров СССР в 1955 г.
В 1938 г. поступил в Институт инженеров железнодорожного транспорта в г. Новосибирске.
В органах госбезопасности: с 1942 г. службу начал в УНКВД по Новосибирской области, в дальнейшем — начальник отделения УНКГБ Украинской ССР по Волынской области. С 1946 г. работал в УМГБ Украинской ССР по Черновицкой области.
Занимал руководящие должности в системе КГБ СССР:
- Начальник следственного отдела и заместитель председателя КГБ при Совете Министров Молдавской ССР (1955—1962)
- Заместитель председателя КГБ при Совете Министров Казахской ССР (1962—1965)
- Начальник Управления КГБ по Калининской области (1965—1970)
- Начальник Управления КГБ по Волгоградской области (1970—1979)
- Председатель КГБ Молдавской ССР (1979—1989)[1][2].

В апреле 1989 г. уволен в отставку по возрасту.
Депутат Совета Национальностей Верховного Совета СССР XI созыва (1984-1989) от Молдавской ССР.

## Звания
- Генерал-лейтенант

## Партийная карьера
- На XV съезде КП Молдавской ССР избран членом ЦК КП Молдавии
- В 1981 — 1989 — кандидат в члены Бюро ЦК КП Молдавии
- Делегат XXVI съезда КПСС[4]

## Награды
Награжден орденами Октябрьской Революции, Красного Знамени, Отечественной войны I степени, Красной Звезды.

## Публикации
- Biblus Архивная копия от 17 июня 2012 на Wayback Machine